# 金文敬
金文敬（1937年—），女，汉族，江苏苏州人，中国天体测量学家，中国科学院上海天文台研究员，曾任中国天文学会理事。